# Каубојси Будимпешта
Каубојси Будимпешта су бивши клуб америчког фудбала из Будимпеште у Мађарске. Основани су 2006. године и своје утакмице играли су на стадиону у Будимпешти. Фузијом са тимом Ребелси Ујбуда, од 2014. године формиран је тим Каубелси Будимпешта.